# Stecse
Stecse (litauisch Stekšys; † 1214) war der erste sicher existierende namentlich bekannte Fürst in Litauen.

## Leben
Heinrich von Lettland berichtete in seiner Livländischen Chronik über ihn. Er bezeichnete Stecse als dux et princeps (Führer/Herzog und Fürst), ohne weitere Angaben zu machen. Dieser sei 1214 mit einem großen Heer aus Litauen über die Düna (nach Livland) gekommen. Der Ordensmeister Bertold von Wenden sammelte seine Schwertbrüder, dazu kamen Fürst Wladimir (von Pskow) mit einem Heer, sowie weitere Deutsche und Letten. Die Litauer wurden in einen Hinterhalt geführt und ihr Fürst und viele weitere getötet; die Überlebenden flohen.